# Heinrich Stromer
Heinrich Stromer, (kallas ibland Heinrich Auerbach) född omkring 1475 och död 25 november 1542, var en tysk professor i medicin och rådsherre i Leipzig.
Stromer föddes i Auerbach in der Oberpfalz, men flyttade senare till Leipzig, där han lät bygga sig ett hus, Auerbachs Hof, på Grimmaische Strasse. Genom kontakter med kurfursten av Sachsen, vilken han var livläkare åt, fick han privilegier för att inrätta en vinkällare på sin gård. Vinkällaren sattes redan i början av 1600-talet i samband med Faustsagan, och har vunnit berömmelse genom den av Johann Wolfgang von Goethe hit förlagda scenen ur sin variant av Faust.
Auerbachs Keller på Grimmaische Strasse i centrum av Leipzig är i dag en välkänd restaurant.